# Riccia poihaiana
Riccia poihaiana là một loài rêu trong họ Ricciaceae. Loài này được A.E.D. Daniels & P. Daniel mô tả khoa học đầu tiên năm 2002.